# Клятва булевта
Клятва булевта — клятва, которую приносили граждане Древних Афин перед вступлением в должность члена государственного совета Буле. Присягу давали после прохождения докимасии — проверки на соответствие требованиям, необходимым для булевта.
Согласно Аристотелю, булевты стали приносить клятву на восьмом году после реформ Клисфена, то есть в 501/500 году до н. э. во время архонтата Гермокреонта. Полный текст клятвы не сохранился. В античных источниках имеются лишь цитаты по которым антиковеды воспроизводят текст и делают соответствующие выводы:
1. «Однажды, сделавшись членом Совета [Буле] и принеся присягу, которую приносят члены Совета, в том, что они будут при исполнении этой должности руководиться законами, он попал в главы Народного собрания. Когда народу захотелось осудить на смертную казнь стратегов Фрасилла и Эрасинида с их коллегами, всех одним голосованием, вопреки закону, Сократ отказался поставить это предложение на голосование, несмотря на раздражение народа против него, несмотря на угрозы многих влиятельных лиц: соблюдение присяги он поставил выше, чем угождение народу вопреки справедливости и чем охрану себя от угроз»[4].
2. «я, вступая в члены Совета, дал клятву подавать государству возможно лучшие советы, а в этой клятве между прочим дается обещание сообщить, если кто знает, что кто-либо из выбранных по жребию непригоден быть членом Совета»[5].
3. «…и я не буду заключать в тюрьму никого из числа граждан Афин, который выставит троих поручителей, платящих такую же сумму налогов, за исключением случая, когда заподозренный человек будет уличен в предательстве или заговоре против демократии, а также когда подозреваемый человек будет уличен в том, что, взяв на откуп сбор налога (или выступив поручителем или сборщиком налога для откупщиков), не выплатит положенных сумм»[6].
4. «Там вы клянетесь никого не изгонять, не заключать в тюрьму, не казнить без суда»[7]
5. «И не допущу ни доноса, ни привода по поводу того, что произошло раньше, за исключением тех доносов или приводов, которые касаются лиц, находящихся в изгнании»[8]
6. «Взойдя на него, избранные клянутся исполнять обязанности добросовестно и согласно с законами, не принимать подарков за исполнение обязанностей, а если возьмут взятку, посвятить золотую статую. Принеся присягу, они идут оттуда на Акрополь и там снова приносят такую же присягу и только после этого приступают к исполнению обязанностей»[9].

Исходя из главной функции булевта — создавать законопроекты, которые выносятся на голосование в Народное собрание, основа клятвы «подавать государству возможно лучшие советы и руководствоваться законами» выглядит наиболее логичной.
Текст клятвы видоизменялся. Об этом свидетельствуют данные эпиграфики, согласно которым булевты обещали не оставлять без внимания нарушения весовых стандартов монет союзных Афинам полисов. Такое дополнение могло быть принято лишь после образования Делосского союза в 478 году до н. э.